# 奧地利裔美國人
奥地利裔美国人（德語：Österreichamerikaner）是有奥地利血统的美国白人，主要是讲德语的天主教徒和犹太人组成。根据 2000 年美国人口普查，有 735,128 名完全或部分奥地利血统的美国人，占人口的 0.3%。奥地利裔美国人人口最多的州是纽约（93,083）、加利福尼亚（84,959）、宾夕法尼亚（58,002）（大部分在利哈伊河谷）、佛罗里达（54,214）、新泽西（45,154）和俄亥俄（27,017） 。
由于历史原因，许多德裔美国人、捷克裔美国人、波兰裔美国人、斯洛伐克裔美国人和乌克兰裔美国人以及其他具有中欧血统的美国人都可以追溯到奥地利哈布斯堡帝国、奥地利帝国或奥-匈帝国內萊塔尼亞的领土，这在第一次世界大战前是美国移民的主要来源地，其居民经常被同化为美国各地更大的移民和种族社群。因而从广义上来讲，奧地利裔美國人的数量远大于如今的统计数量。
1. ↑  . data.census.gov.   [14 March 2021]. （原始内容存档于2021-04-18）.